# Лосдорп
Лосдорп (нід. Losdorp, нід. вимова: [ˈlɔzdɔr(ə)p]) — село в нідерландській провінції Гронінген. Входить до складу муніципалітету Емсделта.
Його площа становить 0,26км², а населення станом на 2021 рік складало 145 осіб.
Перша згадка про населений пункт датується 1429-им роком.

## Галерея

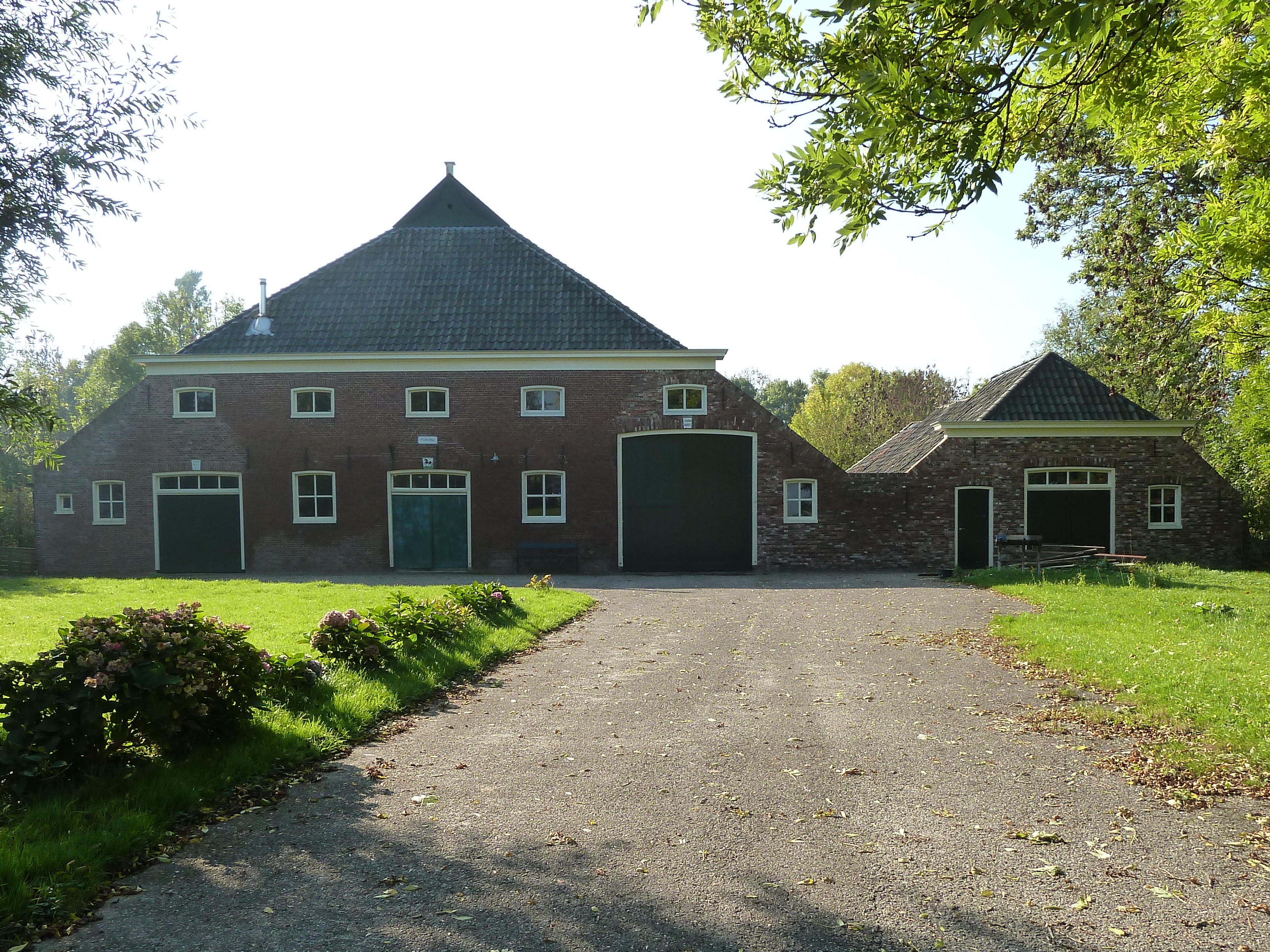
Ферма у Лосдорпі
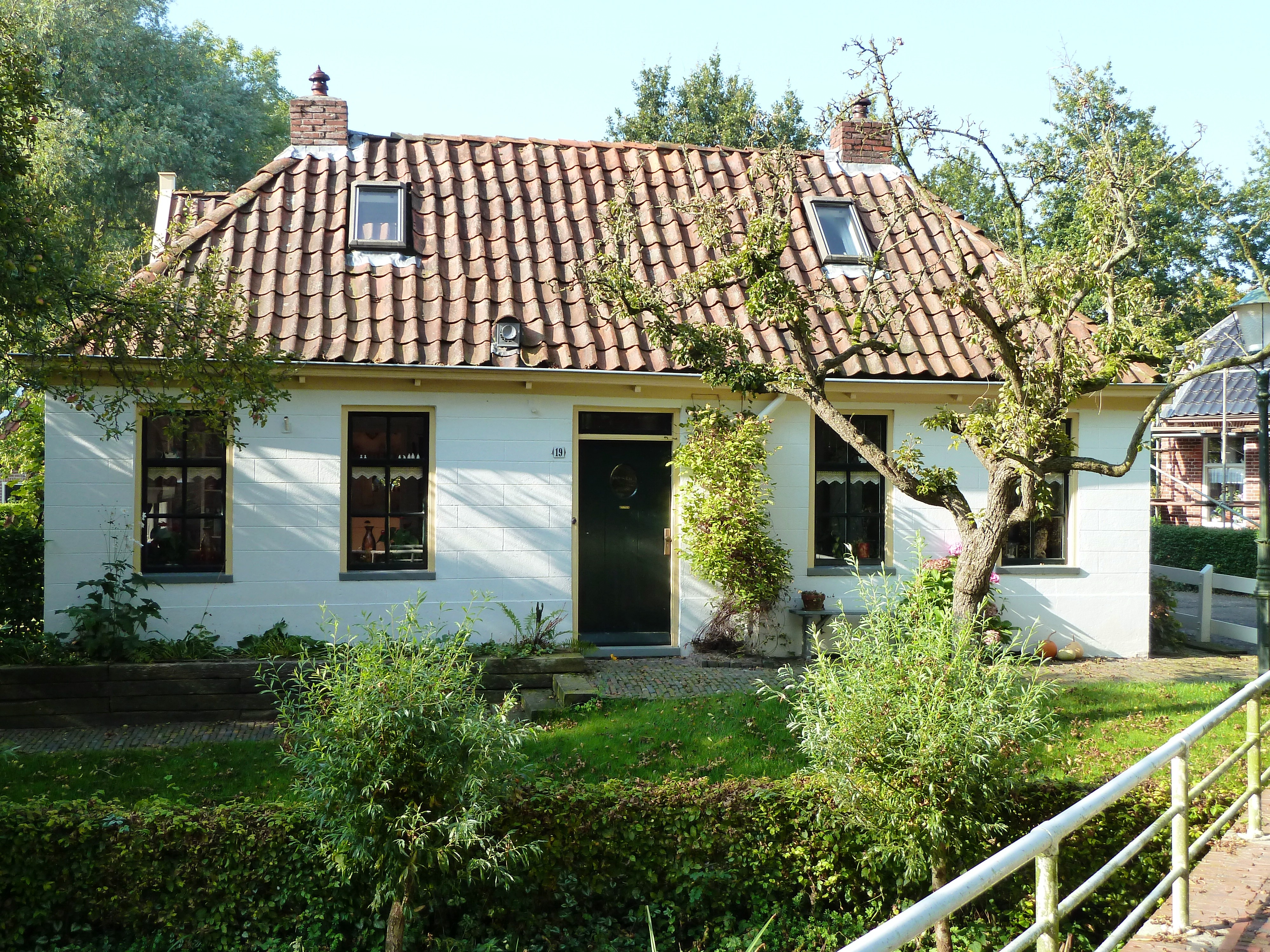
Будинок у Лосдорпі
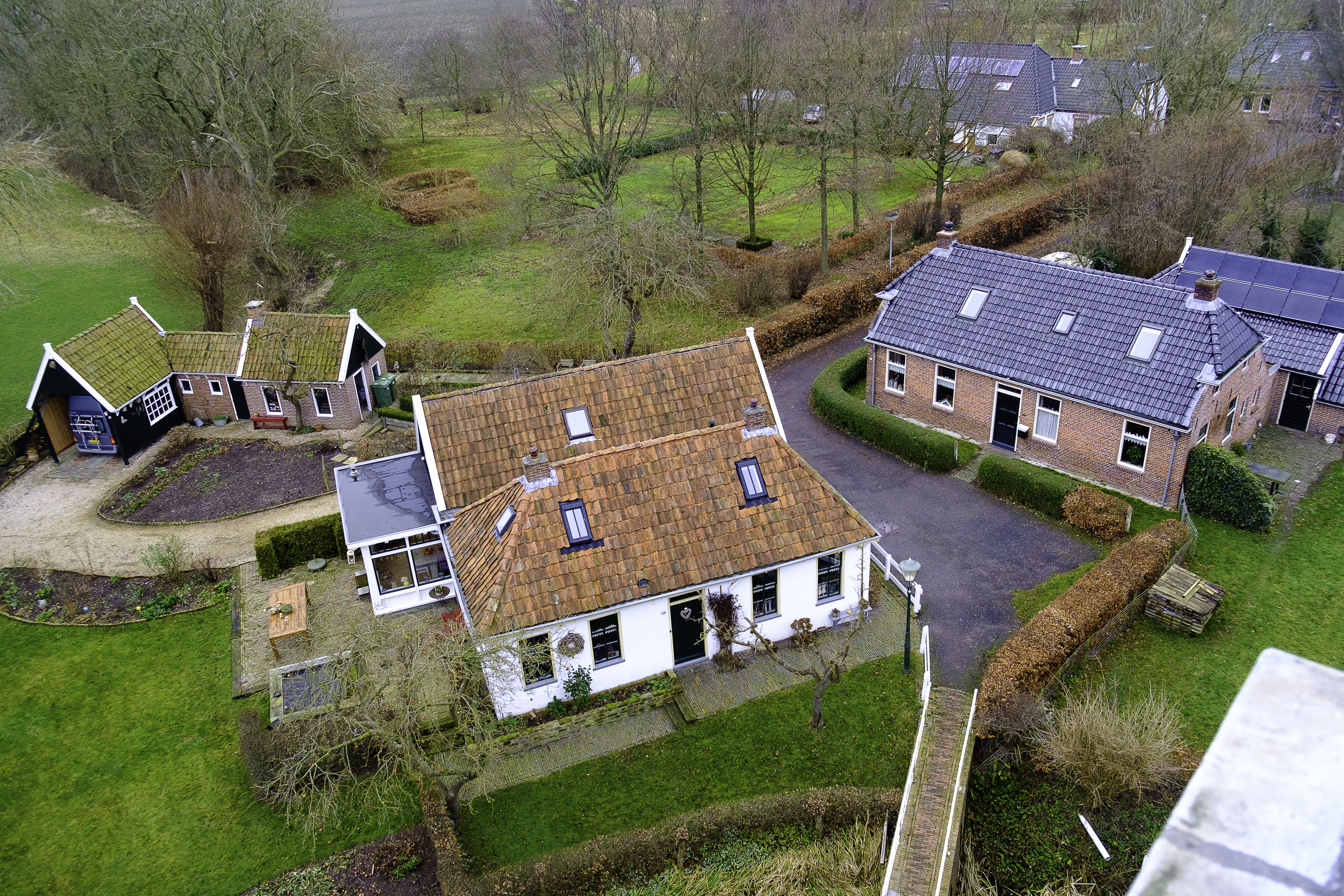
Вид із церковної башти